# 萊頓大學
萊頓大學（荷蘭語：Universiteit Leiden）座落在荷蘭的萊頓市，是目前荷蘭持續運作中最古老的大學。萊頓大學是科英布拉集團、Europaeum以及歐洲研究型大學聯盟的一員，享有極高的國際聲譽。該校建立於1575年，由八十年戰爭中的荷蘭革命領袖奧蘭治親王威廉所建，用以紀念萊頓在八十年戰爭中對荷蘭取得獨立做出的貢獻。萊頓大學至今仍與奧蘭治王室有密切關係，荷蘭君主威廉明娜女王、朱丽安娜女王、贝娅特丽克丝女王以及威廉-亚历山大國王也曾在萊頓大學學習。2005年，贝娅特丽克丝女王從萊頓大學獲得罕有的榮譽學位。
現今萊頓大學擁有6個學院、超過50個系及提供150個以上的課程。有超過40個國家級或國際級研究機構在該校設立。截止2017年，共有16位校友及教职工曾获得诺贝尔奖。

## 校內機構

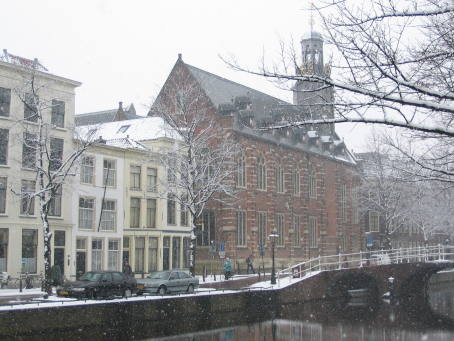
萊頓大學現存最古老的建築物學術樓（始建於1516年）

該大學沒有中央校園；所有建築散布在城市各處。有些建築非常老舊，例如Gravensteen（現為萊頓的國際辦公室）；而有些很有現代感，如Lipsius以及Gorlaeus。該大學的6個主要學院提供約50個本科生課程及超過100個學士後課程。
| 各學院             |                             |
| ------------------ | --------------------------- |
| 人文學院           | 網站 （页面存档备份，存于） |
| 法學院             | 網站 （页面存档备份，存于） |
| 醫學院             | 網站                        |
| 數學與自然科學院   | 網站 （页面存档备份，存于） |
| 社會學與行為科學院 | 網站 （页面存档备份，存于） |
| 考古學院           | 網站 （页面存档备份，存于） |

創作及表演藝術學院是由萊頓大學、Royal Conservatory以及Royal Academy for Art合作創建的。萊頓大學沒有經濟學、商學與管理學院，(除了Master of ICT in Business之外) 因為這些年來這類課程被認為不符合萊頓大學的傳統。然而，2002年創立了萊頓管理學校（LUSM），提供6個專業MBA課程。此課程只維持四年，也就是2006年所有管理課程都被取消。萊頓管理學校在2009年1月1日起停止活動。

## 歷史
在1575年，威廉王子管理著歐洲少數沒有大學的地區之一。此時文藝復興已開始凸顯學術研究的重要性；為了獎勵萊頓市民在1574年抵抗西班牙軍隊的英勇表現，威廉王子遂在此設立大學。諷刺的是威廉王子的敵人腓力二世也名列於建校許可上，這是由於他當時仍是法理上的荷蘭伯爵。傳說威廉王子當時給萊頓市民兩個選擇，一者是免稅，一者是大學；市民認為免稅令可被撤銷，大學卻能延續百年，故選擇了後者。
在創校後的一個半世紀間，尤斯圖斯·利普修斯、约瑟夫·尤斯图斯·斯卡利杰（Joseph Justus Scaliger）、弗朗西斯库斯·霍马勒斯（Franciscus Gomarus）、胡果·格老秀斯、雅各布斯·阿民念、丹尼尔·海因修斯（Daniel Heinsius）與 格哈德·约翰·福修斯（Gerhard Johann Vossius）等學者一度將萊頓大學在歐洲的聲望推至巔峰。萊頓大學的崇高地位一直持續到18世紀末。
時至19世紀末，萊頓大學再度名列歐洲的頂尖大學。在這裡的世界第一間低溫物理實驗室裡，海克·卡末林·昂內斯達到了4K的人工低溫；在1908年，昂內斯首先將氦液化，他對金屬超導現象的發現也有所貢獻。由於這些貢獻，昂內斯在1913年獲得諾貝爾物理學獎。此外，獲諾貝爾獎的萊頓教授還有發現塞曼效應的物理學家亨德里克·洛倫茲與彼得·塞曼，以及發明心電圖的生理學家威廉·埃因托芬。愛因斯坦也曾在萊頓講學，他論玻色子的統計分布（即後來的玻色-愛因斯坦凝聚）的手稿於2005年在萊頓大學圖書館裡被發現。
萊頓大學內設有荷蘭最早的植物園——萊頓植物園。
目前萊頓大學仍執許多研究領域之牛耳，包括自然科學、醫學、歷史、社會與行為科學、法學、藝術及文學等等，並與四十餘個國立研究機構合作。荷蘭的最高學術榮譽──斯賓諾莎獎的28位得主中，有7位在萊頓執教。学术楼裡懸掛著創校以來的著名教授畫像。

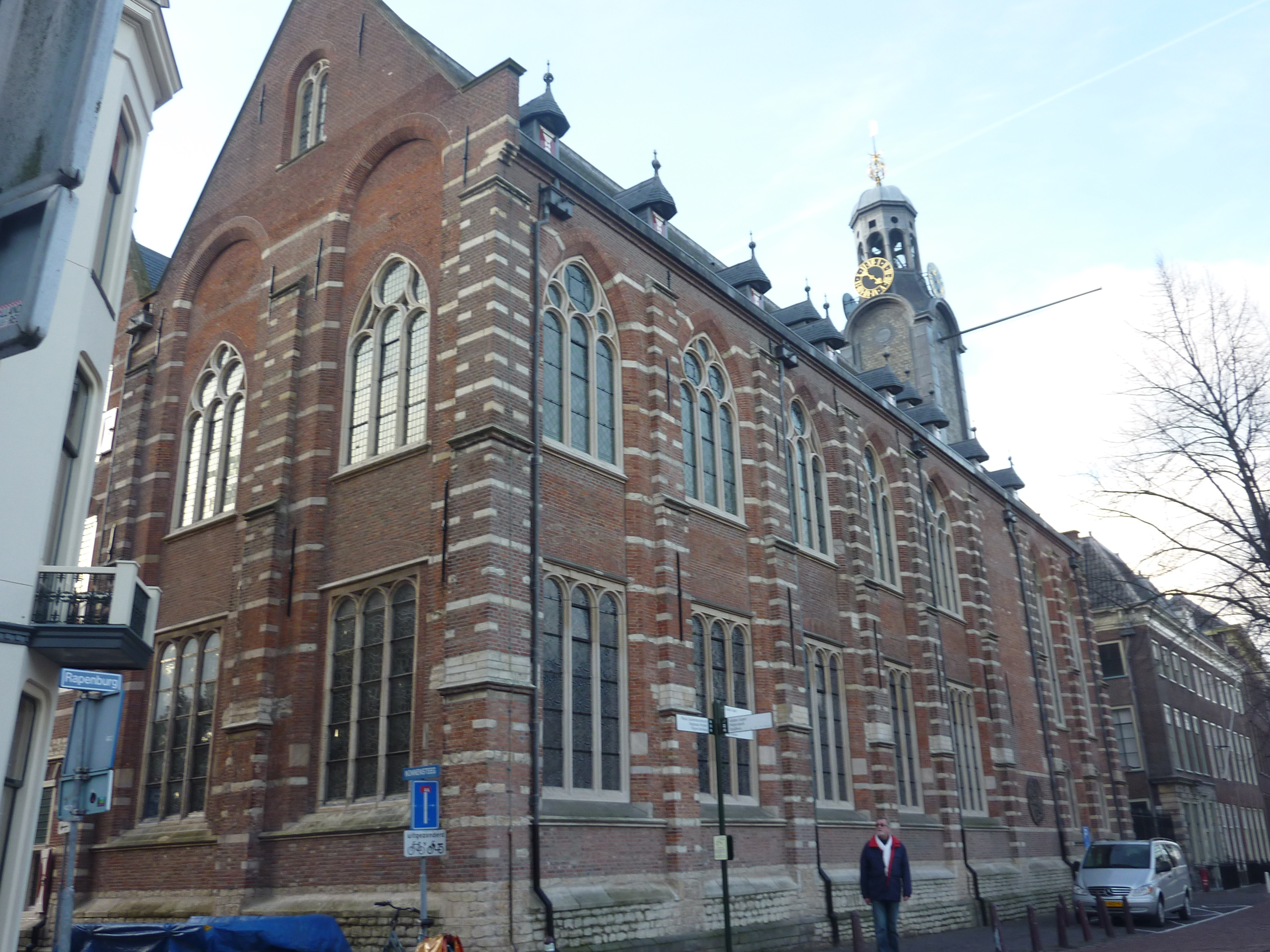
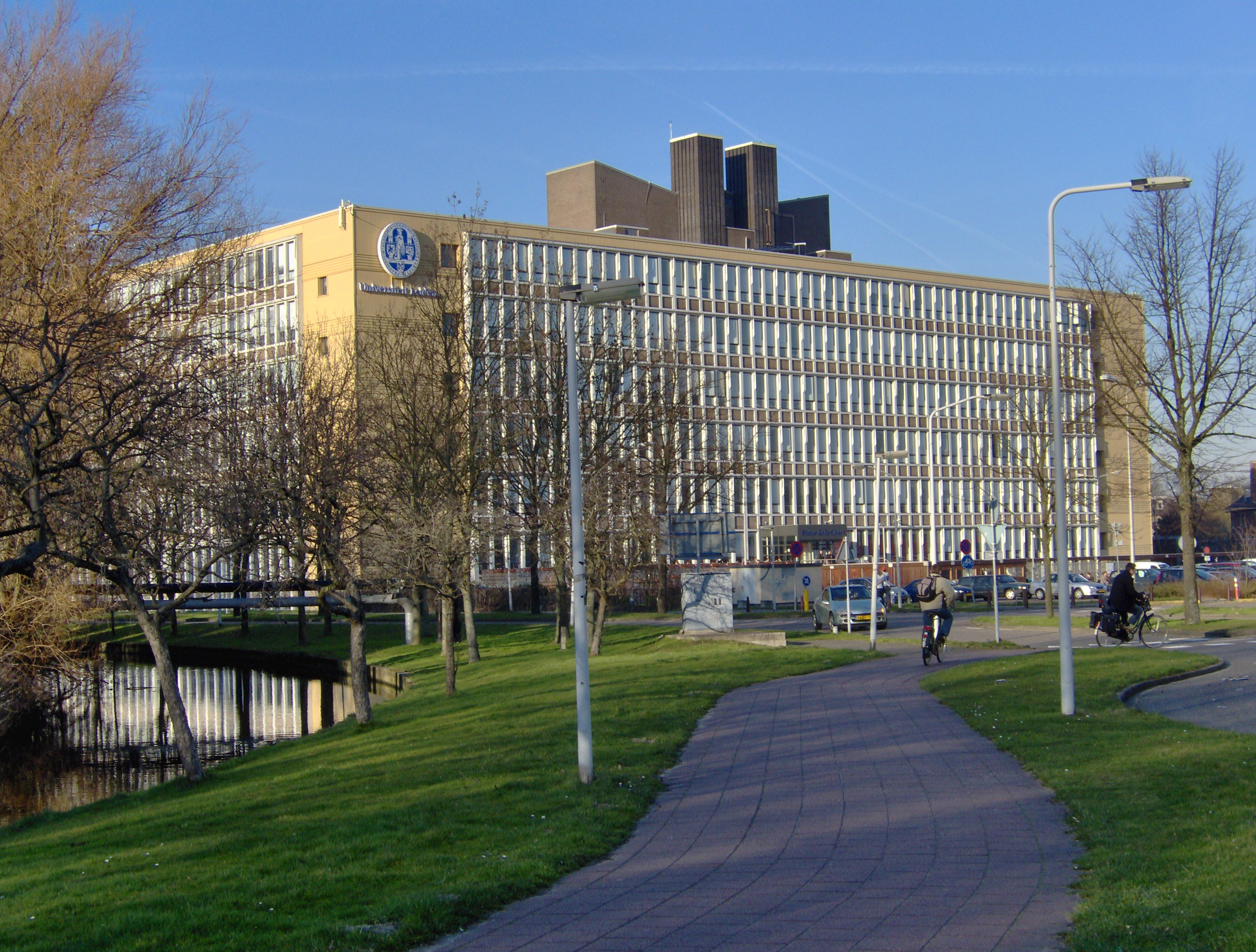
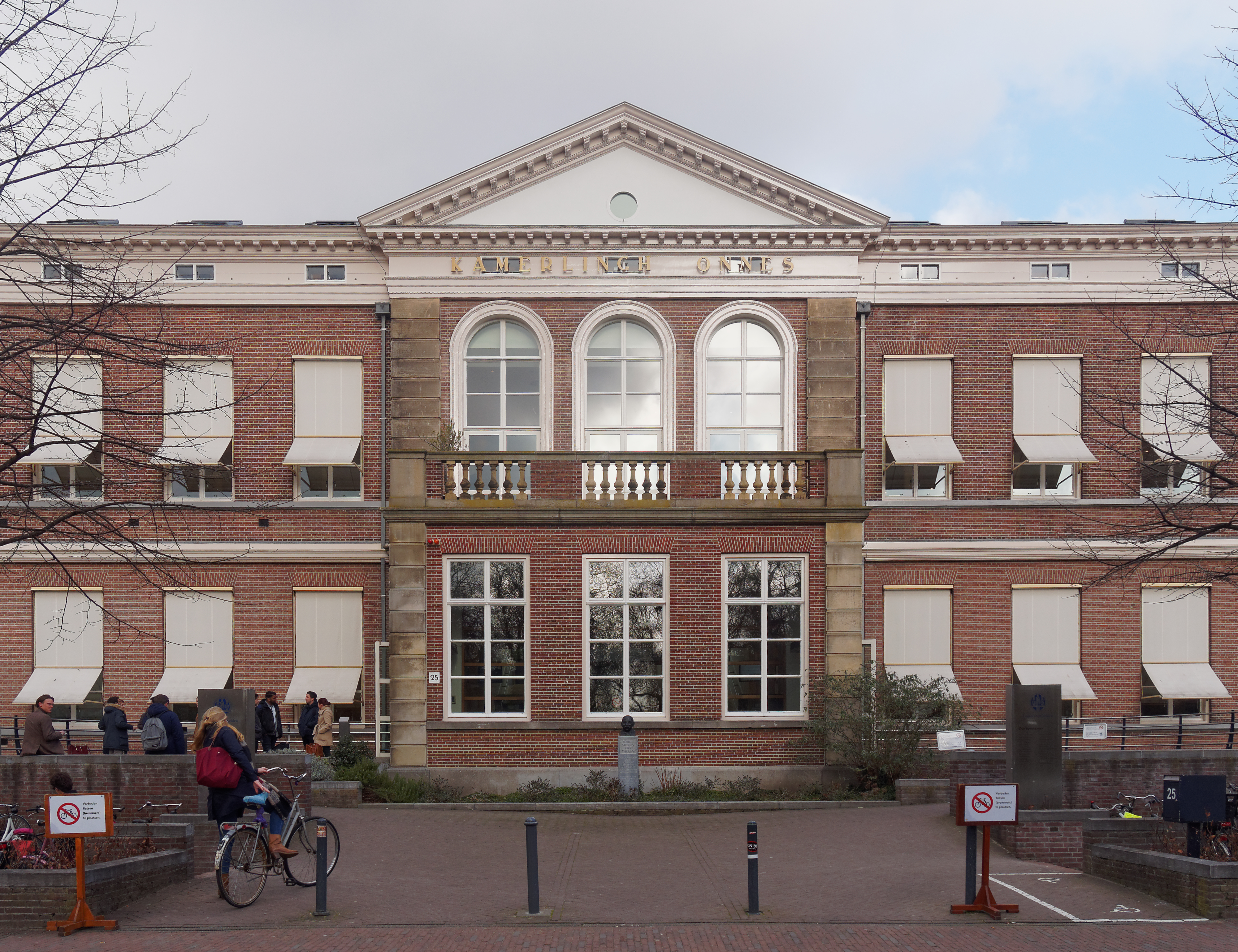
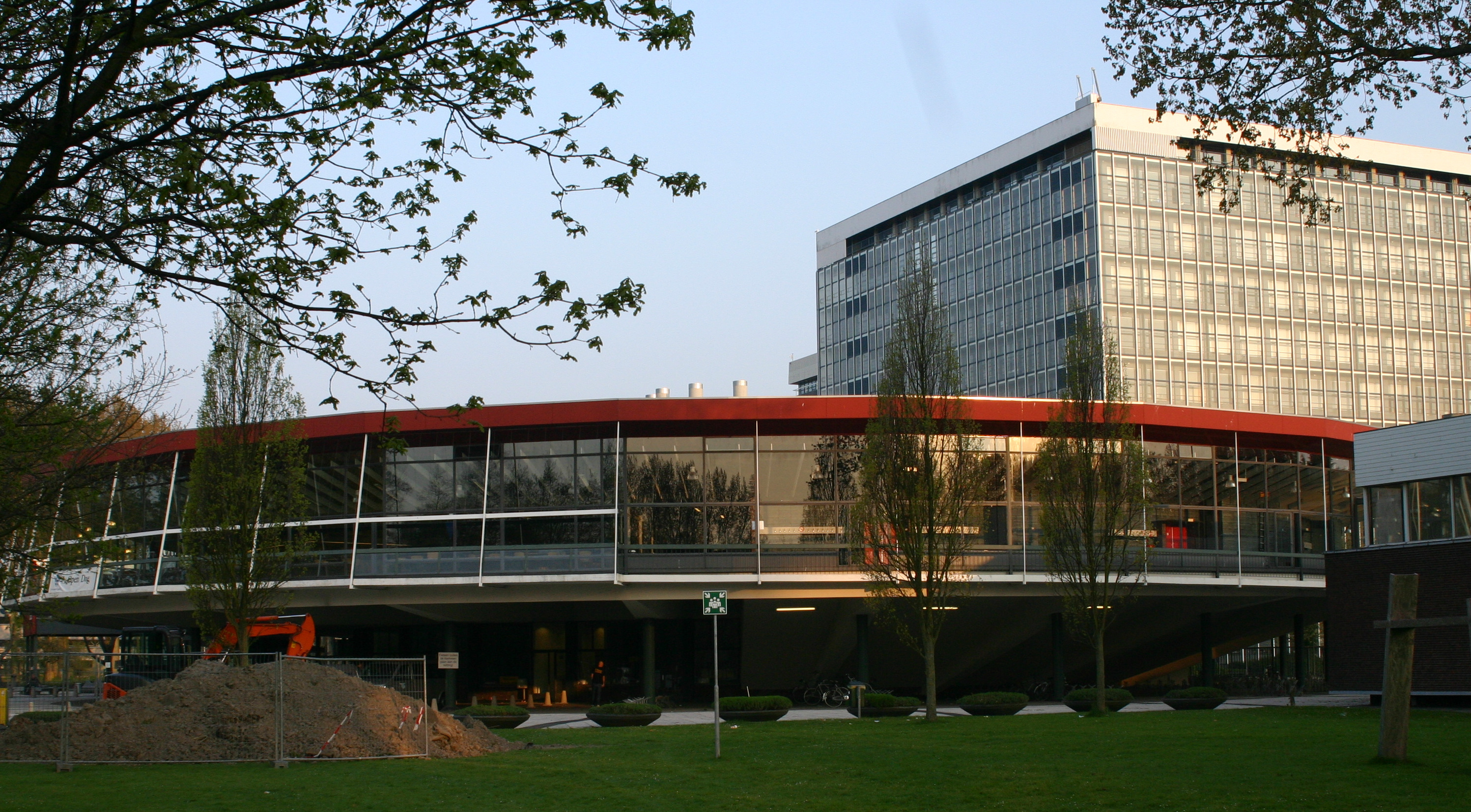
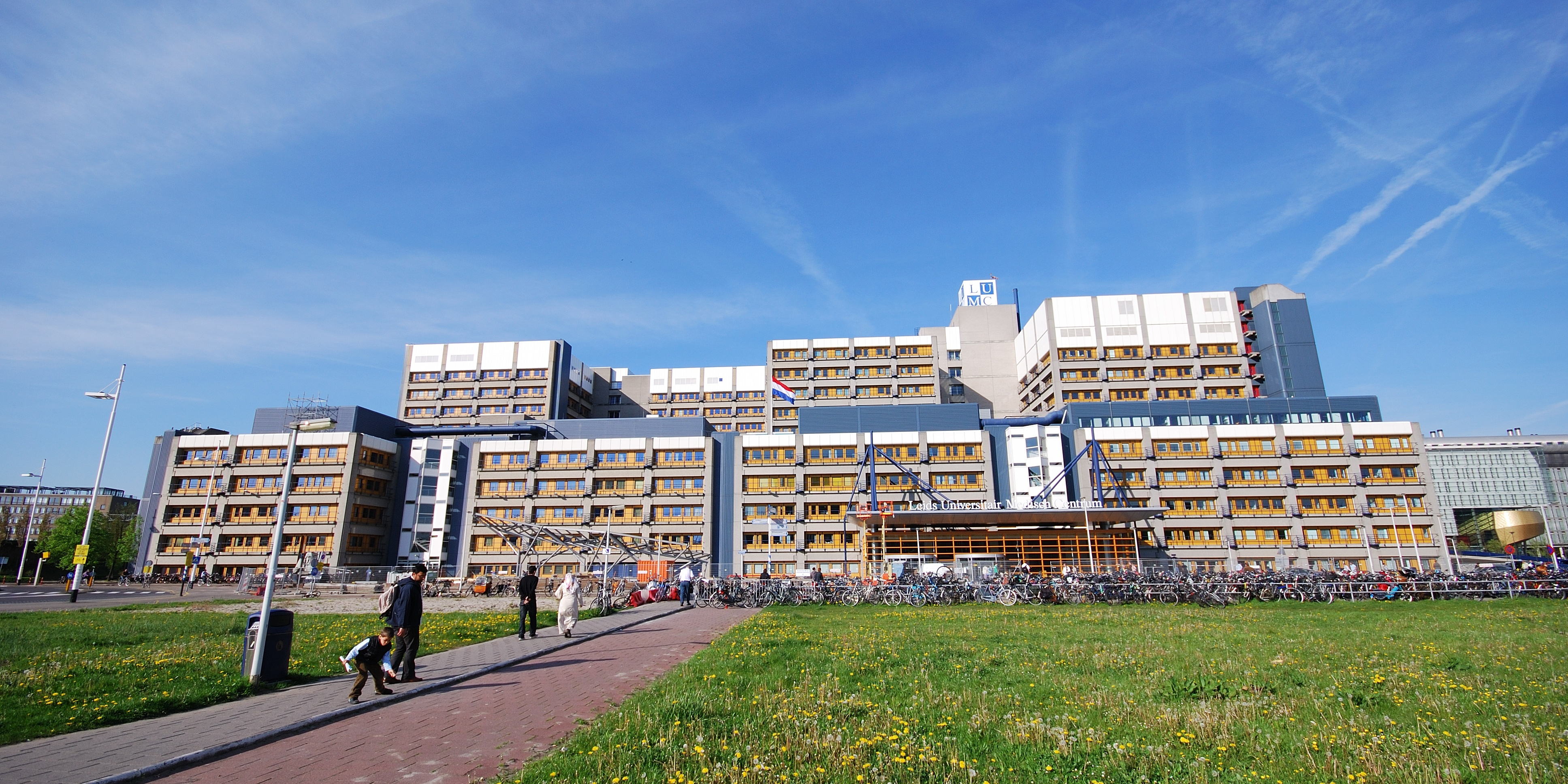
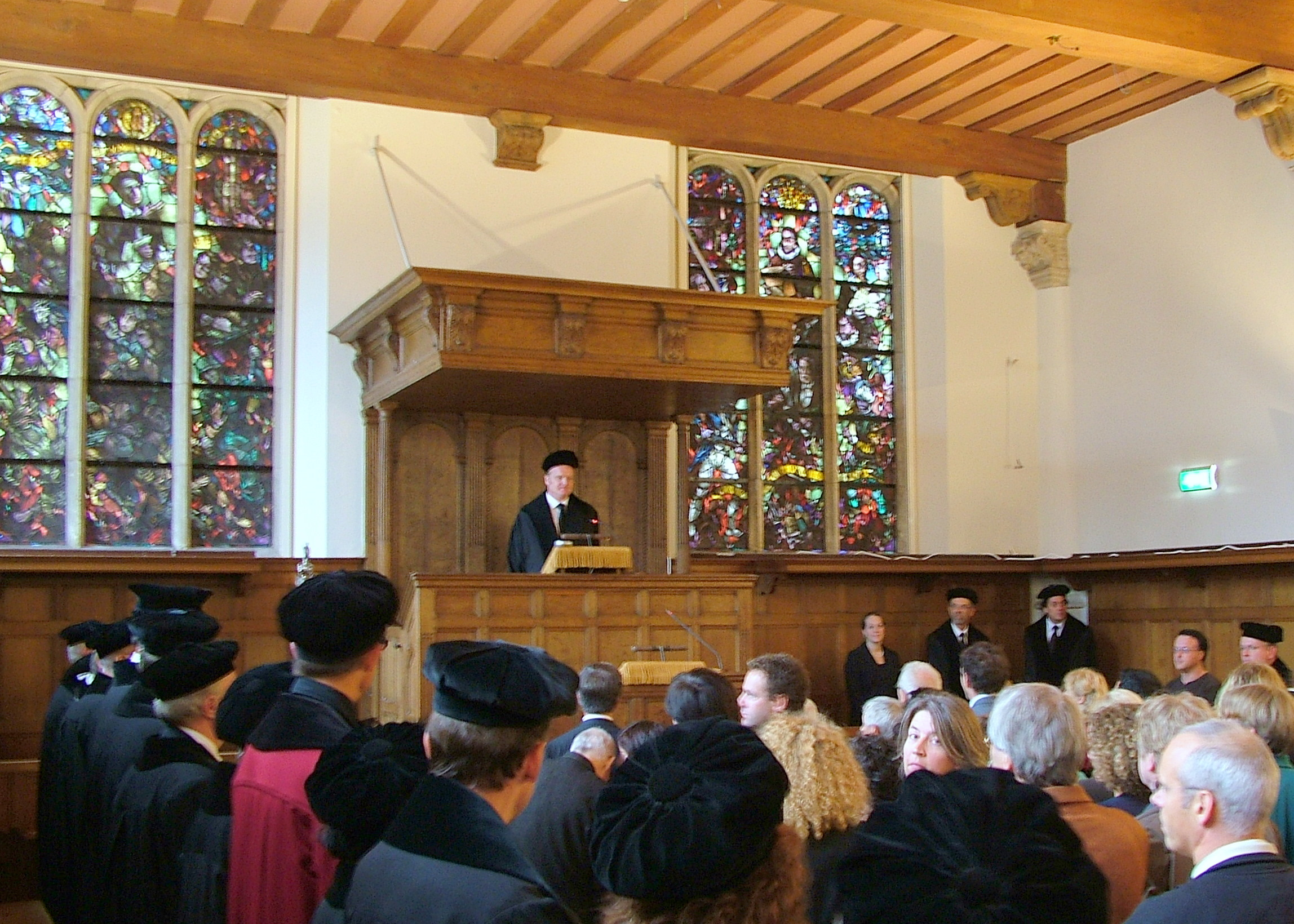

## 教學

### 本科生課程
該校大部分科系本身皆有提供學位課程。本科生的課程通向文學士、理學士或法學士學位，不提供其它如工學士或美術學士之類的學位。
| - 非洲語言暨文化 （页面存档备份，存于） - 考古學 - 阿拉伯、波斯與土耳其語言暨文化 （页面存档备份，存于） - 藝術史 - 亞述研究 - 天文學 - 生物 - 生物醫學 - 生物醫藥科學 - 化學 - 中文與中國文化 （页面存档备份，存于） - 古典研究 - 比較印歐語言學 - 電腦科學 - 犯罪學 - 文化人類學 - 發展社會學 - 荷蘭語言及文學 - 荷蘭研究 - 教育科學 - 埃及學 （页面存档备份，存于） - 英文與英國文化 （页面存档备份，存于） - 法文與法國文化 （页面存档备份，存于） - 德文與德國文化 （页面存档备份，存于） - 歷史學 （页面存档备份，存于） - 希伯來與亞拉姆語暨文化 （页面存档备份，存于） - 美洲印地安人研究 （页面存档备份，存于） | - 印度學（南亞與中亞） - 印尼語言暨文化 （页面存档备份，存于） - 義大利語言暨文化 （页面存档备份，存于） - 日本語言暨文化 （页面存档备份，存于） - 韓國語言暨文化 （页面存档备份，存于） - 拉丁美洲研究（西班牙語言暨文化） （页面存档备份，存于） - 法學 （一般荷蘭法） - 語言學 - 生命科學及科技 - 文學 - 數學 - 醫學（六年制） - 近東研究 - 新波斯語言暨文化（土耳其） （页面存档备份，存于） - 公證法 - 哲學 - 物理學 - 政治科學 - 公共行政 - 心理學 - 俄羅斯研究 - 斯拉夫語言及文學 - 東南亞及大洋洲語言及文化 - 可持續發展之分子科技 - 稅務法 - 神學 - 世界宗教研究 |

### 研究生課程
學生可選擇各種研究所課程，上述本科課程的大部分都可以由一般的或專業的碩士課程接續。萊頓大學提供超過一百種研究所課程，通向文學碩士、理學碩士、哲學碩士或法學碩士。哲學碩士是一種特別的研究學位，僅發予校內少數幾個系所（主要在藝術、社會科學、考古學、哲學與神學領域）。這些課程的入學門檻甚高，主要針對有志於學術工作的學生。
一些最著名的研究生課程有太空法、行為科學、生物資訊、DNA計算、藥物提供與生物藥學、東亞研究、歐洲法、歐洲商業法、歐洲研究、進化與生態科學、功能基因組學、歷史學、商業信息通信技術、國際公共法學、國際關係與外交、伊斯蘭研究、媒體科技、納米科學、毒理學。

### 博士班課程
此外，大部分科系與附屬研究機構都提供博士課程或博士生職位，由此可指向博士學位。該校的大部分博士課程集中於幾個研究所或研究機構。

## 學術

### 研究機構
萊頓大學擁有超過五十個研究機構，其中有些完全隸屬於該校的某個學院，其餘則是院際或校際機構。大部分荷蘭學者都與其中某些機構相關。
| 機構                              |                                |                             |
| --------------------------------- | ------------------------------ | --------------------------- |
| ASC                               | 非洲研究中心                   | 網站                        |
| CNWS                              | 亞洲、非洲與美洲研究所         | 網站                        |
| CRC                               | 危机研究中心                   | 網站                        |
| CTI                               | 語言與認同研究中心             | 網站 （页面存档备份，存于） |
| E.M. Meijers 研究所               | 法學研究所                     | 網站 （页面存档备份，存于） |
| Grotius 中心                      | 國際法學研究中心               | 網站                        |
| GSS                               | 萊頓科學研究所                 | 網站 （页面存档备份，存于） |
| 史學研究所                        | 史學研究所                     | 網站 （页面存档备份，存于） |
| Huizinga 研究所                   | 文化史研究所                   | 網站                        |
| IBL                               | 萊頓生物研究所                 | 網站 （页面存档备份，存于） |
| IIAS                              | 亞洲研究所                     | 網站 （页面存档备份，存于） |
| IOPS                              | 心理計量與社會計量學校際研究所 | 網站                        |
| ISED                              | 教育與人力發展研究所           | 網站                        |
| LACDR                             | 萊頓—阿姆斯特丹藥物研究中心    | 網站 （页面存档备份，存于） |
| LCMBS                             | 萊頓分子生物學中心             | 網站                        |
| LGSAS                             | 萊頓考古學研究所               | 網站 （页面存档备份，存于） |
| LIACS                             | 萊頓進階計算機科學研究所       | 網站 （页面存档备份，存于） |
| LIC                               | 萊頓化學研究所                 | 網站                        |
| LION                              | 萊頓物理研究所                 | 網站 （页面存档备份，存于） |
| LISOR                             | 萊頓宗教研究所                 | 網站                        |
| LUCL                              | 萊頓大學語言學中心             | 網站 （页面存档备份，存于） |
| LUMI                              | 萊頓大學數學研究所             | 網站 （页面存档备份，存于） |
| Mediëvistiek                      | 荷蘭中世紀研究所               | 網站                        |
| NIG                               | 荷蘭管理研究所                 | 網站                        |
| NOVA                              | 荷蘭天文研究所                 | 網站                        |
| N.W. Posthumus Instituut          | 荷蘭經濟暨社會史研究所         | 網站                        |
| OIKOS                             | 國立古典研究所                 | 網站 （页面存档备份，存于） |
| Onderzoekschool Kunstgeschiedenis | 荷蘭藝術史研究所               | 網站 （页面存档备份，存于） |
| OSL                               | 荷蘭文學研究所                 | 網站 （页面存档备份，存于） |
| PALLAS                            | 西方藝術暨文學史研究所         | 網站 （页面存档备份，存于） |
| Polybios                          | 政治學與國際關係研究所         |                             |
| 萊頓天文台                        | 萊頓天文台                     | 網站 （页面存档备份，存于） |
| 歐洲研究所                        | 關於歐洲整合領域的法學研究所   | 網站 （页面存档备份，存于） |
| Van Vollenhoven 研究所            | 法律、管理與發展研究所         | 網站 （页面存档备份，存于） |

## 校友與相關人士

### 诺贝尔奖得主
- 尼古拉斯·丁伯根 荷蘭動物行為學家、鳥類學家
- 彼得·塞曼 荷兰物理學家
- 雅各布斯·亨里克斯·范托夫 荷兰化學家，1901年首届諾貝爾化学獎得主
- 海克·卡末林·昂內斯 荷兰物理学家，超导现象的发现者，低温物理学的奠基人
- 亨德里克·洛伦兹 荷蘭物理學家、經典電子論的創立者
- 威廉·埃因托芬 荷兰生理学家、心电图之父
- 阿尔伯特·爱因斯坦 理論物理學家、思想家及哲學家，相对论的创立者

### 政治界
- 奥兰治亲王威廉一世[來源請求]
- 约翰·昆西·亚当斯 美国第六任总统
- 纳尔逊·曼德拉 南非前總統
- 苏丹哈孟库布沃诺九世（Sri Sultan Hamengkubuwono IX）印度尼西亚日惹的苏丹
- 阿雅安·希尔西·阿里 前荷兰国会议员
- 荷兰国王威廉-亚历山大
- 贝娅特丽克丝女王
- 朱丽安娜女王
- 夏侯雅伯 北约秘书长
- 约翰·鲁道夫·托尔贝克 荷兰前首相
- 温斯顿·丘吉尔 英國前首相[來源請求]
- 小戴维·哈特利（David Hartley (the Younger)）英国政治家、科学发明家
- 陳奕齊 台灣基進黨主席、基進側翼主席、台灣南社秘書長

### 学术界
- 伯恩哈德·齐格弗里德·阿尔比努斯（Bernhard Siegfried Albinus）德國解剖學家
- 卡罗勒斯·克鲁修斯（Carolus Clusius） 法国植物学家、医生和人文主义者
- 勒内·笛卡尔 法国哲学家、科学家和数学家
- 艾兹赫尔·戴克斯特拉 荷兰计算机科学家
- 保罗·埃伦费斯特 荷兰物理学家
- 胡果·格老秀斯 荷兰法学家、哲学家、神学家，國際法鼻祖
- 法兰西斯库斯·唐德斯 荷兰眼科医师与心理学家，眼压计的发明者
- 约翰内斯·范德瓦耳斯 荷兰物理学家
- 彼得·梅尔（Peter Mair） 爱尔兰政治学家
- 扬·奥尔特 荷兰天文学家
- 威廉·德西特 荷兰数学家和天文学家
- 威理博·司乃耳 荷蘭天文學家、數學家和物理學家
- 科内利斯·范·佛伦霍芬（Cornelis van Vollenhoven）荷兰法学家
- 克里斯蒂安·史努克·许尔赫洛涅（Christiaan Snouck Hurgronje）荷兰东方学家
- 约翰·赫伊津哈 荷兰语言学家和历史学家
- 泰比里厄斯·赫姆斯特豪斯（Tiberius Hemsterhuis）荷兰语言学家

### 文化界
- 雅各布斯·阿民念 荷兰基督新教神学家
- 赫爾曼·布爾哈夫
- 丹尼尔·海因修斯（Daniel Heinsius）人文主義者，古典文學詩人
- 约翰·亨德里克·卡斯帕·科恩（Johan Hendrik Caspar Kern）荷兰印度学家及佛学家
- 尤斯图斯·利普修斯 南尼德兰（今比利时）语文学家、人文主義者
- 伦勃朗 荷蘭畫家
- 约瑟夫·尤斯图斯·斯卡利杰 法国学者及批评家
- 布拉姆·范·德·斯托克（Bram van der Stok）荷兰飞行员，从第三空军战俘营成功逃脱
- 保罗·弗胡芬（Paul Verhoeven）荷兰导演
- 阿曼·凡·布倫 五屆百大DJ冠軍

## 外部連結
- 萊頓大學荷文首頁 （页面存档备份，存于）
- 萊頓大學英文首頁 （页面存档备份，存于）
- 英語授課之研究生課程 （页面存档备份，存于）